# كيفن رايت
كيفن رايت (27 ديسمبر 1953 في أستراليا - ) (بالإنجليزية: Kevin Wright)‏ هو لاعب كريكت أسترالي. شارك مع منتخب أستراليا الوطني للكريكت. أما مع النوادي، فقد لعب مع فريق جنوب أستراليا للكريكت ‏ وفريق غرب أستراليا للكريكت ‏.

## وصلات خارجية
- كيفن رايت على موقع إي آس بي آن كريك إنفو (الإنجليزية)